# 塔什利克河 (阿利亞加河支流)
塔什利克河（烏克蘭語：Ташлик），是烏克蘭的河流，位於該國西南部，屬於阿利亞加河的支流，發源自阿爾齊茲西南面，流經敖德薩州，河口處在霍爾姆西克西南面，河道全長23公里。